# Kreis Acquarossa
Der Kreis Acquarossa bildet zusammen mit den Kreisen Malvaglia und Olivone den Bezirk Blenio des Kantons Tessin in der Schweiz. Der Sitz des Kreisamtes ist in Acquarossa.

## Gemeinden
Der Kreis umfasst seit der Fusion der ehemaligen neun Gemeinden Castro, Corzoneso, Dongio, Largario, Leontica, Lottigna, Marolta, Ponto Valentino und Prugiasco im Jahr 2004 nur noch eine einzige Gemeinde:
| Wappen     | Name der Gemeinde | Einwohner (31. Dezember 2023) | Fläche in km² | Einw. pro km² | BFS-Nr |
| ---------- | ----------------- | ----------------------------- | ------------- | ------------- | ------ |
| Acquarossa | Acquarossa        | 1823                          | 61,78         | 30            | 5017   |